# Ілія Спасоєвич
Ілія Спасоєвич (чорн. Ilija Spasojević, індонез. Ilija Spasojević, нар. 11 вересня 1987, Бар) — чорногорський та індонезійський футболіст, нападник клубу «Балі Юнайтед». Виступав за низку клубів з різних країн, зокрема за клуб «Динамо» (Тбілісі), у якому став чемпіоном Грузії та володарем Кубка Грузії, низку індонезійських команд, після отримання індонезійського громадянства грав за національну збірну Індонезії.

## Клубна кар'єра
Ілія Спасоєвич народився в місті Бар у Чорногорії. У дорослому футболі дебютував 2004 року виступами за команду «Воєводина», в якій в основному складі не закріпився, та перейшов до чорногорського клубу «Сутьєска», де за сезон зумів відзначитися 7 забитими м'ячами в 17 проведених матчах. У 2006—2007 роках футболіст грав у складі сербського клубу «ЧСК Челарево», де також відзначився результативністю, забивши 9 голів у 8 проведених матчах.
У 2007 році Спасоєвич став гравцем грузинського клубу «Динамо» (Тбілісі). У складі тбіліської команди чорногорський футболіст швидко став одним з головних бомбардирів команди, за 2 роки виступів відзначившись 23 забитими голами в 57 матчів чемпіонату. За час виступів у команді виборов титули чемпіона Грузії, володаря Кубка Грузії і Суперкубка Грузії.
У 2009 році Спасоєвич став гравцем сербського клубу «Борац» (Чачак), в якому грав до 2010 року, і у 2010 році став гравцем латвійського клубу«Металургс» (Лієпая), але ще в цьому ж році став гравцем грецького клубу «Трикала», в якому грав до 2011 року.
У 2011 році Ілія Спасоєвич став гравцем клубу «Балі Девата», але в цьому ж році став гравцем іншого індонезійського клубу «ПСМ Макасар», у якому грав до 2013 року, та в якому також був одним із кращих бомбардирів, відзначившись 15 забитими м'ячами в 27 проведених матчах. У 2013 році футболіст грав у іншому індонезійському клубі «Мітра Кукар», де також відзначався результативністю, та забив 10 голів у 16 проведених матчах. Наступного року чорногорець грав у індонезійському клубі «Кроссінг Путра Самаринда», де забив 12 голів у 23 матчах, а наступного року грав у клубі «Персіб». У 2016—2017 роках Спасоєвич грав у малайзійському клубі «Малакка Юнайтед», де він зумів відзначитися 27 забитими м'ячами в 33 матчах. У 2017 році вже натуралізований в Індонезії футболіст грав у складі клубу «Бхаянгкара», де також відзначався високою результативністю, забивши 13 голів у 16 проведених матчах. З 2018 року Спасоєвич грає у складі клубу «Балі Юнайтед», де продовжує бути одним із головних бомбардирів клубу, відзначившись 73 забитими голами в 158 проведених матчах. У 2022 році футболіст з 23 забитими голами став кращим бомбардиром чемпіонату Індонезії.

## Виступи за збірні
Протягом 2007—2008 Ілія Спасоєвич років залучався до складу молодіжної збірної Чорногорії. На молодіжному рівні зіграв у 2 офіційних матчах.
У 2017 році Спасоєвич отримав громадянство Індонезії, й у цьому ж році дебютував у складі національної збірної Індонезії. з цього часу футболіст зіграв у складі індонезійської збірної 7 матчів, у яких відзначився 4 забитими м'ячами.

## Титули і досягнення
- Чемпіон Грузії (1):

«Динамо» (Тбілісі): 2007–2008
- Володар Кубка Грузії (1):

«Динамо» (Тбілісі): 2008–2009
- Володар Суперкубка Грузії (1):

«Динамо» (Тбілісі): 2008
- Чемпіон Малайзії:

«Малакка Юнайтед»: 2016
- Чемпіон Індонезії (3):

«Бхаянгкара»: 2017
«Балі Юнайтед»: 2019, 2021—2022
- Кращий бомбардир чемпіонату Малайзії: 2016 (24 голи)
- Кращий бомбардир чемпіонату Індонезії: 2021—2022 (23 голи)